# Centaurea bornmuelleri
Centaurea bornmuelleri là một loài thực vật có hoa trong họ Cúc. Loài này được Hausskn. mô tả khoa học đầu tiên năm 1905.